# Ostraciídeos
Os ostraciídeos ou ostraciontídeos (Ostraciidae), vulgarmente designados como peixes-cofre, são peixes da ordem dos Tetraodontiformes. Caracterizam-se por terem o corpo encerrado numa caixa óssea (daí o nome de "cofre"), composta por placas hexagonais, deixando de fora, apenas, a barbatana caudal. Algumas das espécies são designadas como Peixe-vaca (com ou sem "chifres" - protuberâncias ósseas localizadas na cabeça). O revestimento das diferentes espécies varia do verde-pálido com manchas e listas azuis até ao marelo e castanho, com manchas azuis, brancas ou púrpuras. O seu habitat preferencial são os recifes de coral, em águas tropicais. Alimentam-se de moluscos, crustáceos e corais, que trituram com as suas fortes mandíbulas. Podem envenenar a água onde vivem, sendo prejudiciais a outros peixes. Reproduzem-se através de ovos microscópicos.

## Géneros
- Acanthostracion
- Anacanthus
- Aracana
- Caprichthys
- Kentrocapros
- Lactophrys
- Lactoria
- Ostracion
- Rhinesomus
- Rhynchostracion
- Strophiurichthys
- Tetrosomus